# Мария Луиза фон Хесен-Касел
Мария Луиза фон Хесен-Касел (на немски: Marie Luise von Hessen-Kassel; на нидерландски: Maria Louise van Hessen-Kassel, „Marijke Meu“, „Maaike Meu“, („Tante Marijke“); * 7 февруари 1688, Касел; † 9 април 1765, Леуварден, Нидерландия) е принцеса от Хесен-Касел и чрез женитба княгиня на Насау-Диц и принцеса на Орания (1709 – 1711). Тя е щатхалтер на Фризия, Гронинген и Дренте.

## Живот
Тя дъщеря на ландграф Карл фон Хесен-Касел (1654 – 1730) и съпругата му Мария Амалия (1653 – 1711), дъщеря на херцог Якоб Кетлер от Курландия и съпругата му Луиза Шарлота фон Бранденбург.
Мария Луиза се омъжва на 24 април 1709 г. в Касел за княз Йохан Вилхелм Фризо фон Насау-Диц-Орания (1687 – 1711). Той умира след две години.
Тя е регентка от 1711 до 1731 г. за нейния син във Фризия, Гронинген и Дренте и от 1759 г. до смъртта си 1765 г. за нейния внук Вилхелм V.

## Деца
Мария Луиза и Йохан Вилхелм Фризо имат две деца:
- Анна Шарлота Амалия (* 13 октомври 1710; † 17 ноември 1777)

∞ 1727 наследствен принц Фридрих фон Баден-Дурлах (1703 – 1732)
- Вилхелм IV (1711 – 1751)

∞ 1734 принцеса Анна от Великобритания (1709 – 1759), дъщеря на крал Джордж II